# Економічні райони СРСР
Економічні райони СРСР — цілісна в економічному відношенні частини країни, в основі кожної з яких — територіально-виробничий комплекс, що характеризувався певним поєднанням галузей виробництва, різносторонніми зв'язками між ними, спільністю економіко-географічного положення та історичного минулого, що забезпечували загальнодержавну спеціалізацію цього району в територіальному розподілі праці.

## Історія виділення
Сітка економічних районів, що існувала в СРСР, неодноразово мінялася. Останній поділ було затверджено в 1963 і уточнено в 1966. Територія країни ділилася на 18 економічних районів, окремо виділялася Молдавська РСР (дані на початок 1975).

## РРФСР
- Центральний економічний район:
  - Московська область,
  - Калінінська область,
  - Рязанська область,
  - Смоленська область,
  - Володимирська область,
  - Івановська область,
  - Костромська область,
  - Ярославська область,
  - Брянська область,
  - Калузька область,
  - Орловська область,
  - Тульська область
- Центрально-Чорноземний економічний район:
  - Білгородська область,
  - Воронезька область,
  - Курська область,
  - Липецька область,
  - Тамбовська область
- Східно-Сибірський економічний район:
  - Красноярський край,
  - Іркутська область,
  - Читинська область.
  - Бурятська АРСР,
  - Тувинська АРСР
- Далекосхідний економічний район:
  - Приморський край,
  - Хабаровський край,
  - Амурська область,
  - Камчатська область,
  - Магаданська область,
  - Сахалінська область,
  - Якутська АРСР
- Північно-Кавказький економічний район:
  - Краснодарський край,
  - Ставропольський край,
  - Ростовська область,
  - Дагестанська АРСР,
  - Кабардино-Балкарська АРСР,
  - Північно-Осетинська АРСР,
  - Чечено-Інгуська АРСР
- Північно-Західний економічний район
  - Ленінградська область,
  - Псковська область,
  - Новгородська область,
  - Вологодська область,
  - Архангельська область,
  - Мурманська область,
  - Карельська АРСР,
  - Комі АРСР
- Поволзький економічний район:
  - Астраханська область,
  - Волгоградська область,
  - Куйбишевська область,
  - Пензенська область,
  - Саратовська область,
  - Ульяновська область,
  - Башкирська АРСР,
  - Калмицька АРСР,
  - Татарська АРСР
- Уральський економічний район:
  - Курганська область,
  - Оренбурзька область,
  - Пермська область,
  - Свердловська область,
  - Челябінська область,
  - Удмуртська АРСР
- Волго-В'ятський економічний район:
  - Горьківська область,
  - Кіровська область,
  - Марійська АРСР,
  - Мордовська АРСР,
  - Чуваська АРСР
- Західно-Сибірський економічний район:
  - Алтайський край,
  - Кемеровська область,
  - Новосибірська область,
  - Омська область,
  - Томська область,
  - Тюменська область

## УРСР

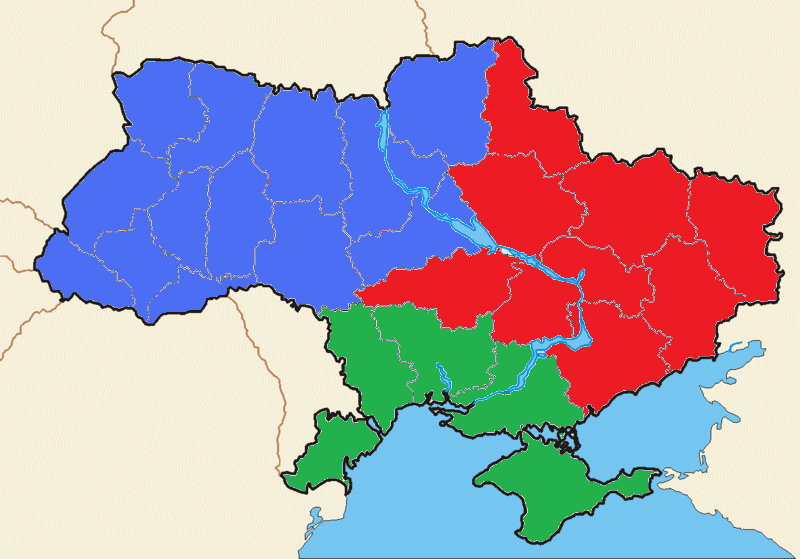
Економічні райони Української РСР. Червоний — Донецько-Придніпровський, синій — Південно-Західний, зелений — Південний

- Донецько-Придніпровський економічний район:
  - Ворошиловградська область,
  - Дніпропетровська область,
  - Донецька область,
  - Запорізька область,
  - Кіровоградська область,
  - Полтавська область,
  - Сумська область,
  - Харківська область
- Південно-Західний економічний район:
  - Вінницька область,
  - Волинська область,
  - Житомирська область,
  - Закарпатська область,
  - Івано-Франківська область,
  - Київська область,
  - Львівська область,
  - Рівненська область,
  - Тернопільська область,
  - Хмельницька область,
  - Черкаська область,
  - Чернівецька область,
  - Чернігівська область
- Південний економічний район:
  - Кримська область,
  - Миколаївська область,
  - Одеська область,
  - Херсонська область

## БРСР
- Білоруський економічний район

## Прибалтика
- Прибалтійський економічний район:
  - Латвійська РСР,
  - Литовська РСР,
  - Естонська РСР,
  - Калінінградська область РРФСР

## Кавказ
- Закавказький економічний район:
  - Азербайджанська РСР
  - Вірменська РСР
  - Грузинська РСР

## Казахська РСР
- Казахстанський економічний район

## Середня Азія
- Середньоазіатський економічний район:
  - Киргизька РСР
  - Таджицька РСР
  - Туркменська РСР
  - Узбецька РСР

## Промислові райони і ТПК СРСР
Крім економічних районів СРСР на території Радянського Союзу виділялося 5 промислових районів:
- Московський,
- Ленінградський,
- Донбас,
- Кузбас,
- Придніпров'я.

В 1980-х роках виділялися і розвивалися територіально-виробничі комплекси (ТПК), найбільші з яких:
- Західно-Сибірський (нафтова та газова промисловість Тюменської області РРФСР),
- Кансько-Ачинський (вугільна промисловість Красноярського краю РРФСР),
- Південно-Якутський (вугільна промисловість Якутській АРСР),
- Тимано-Печорський (вугільна та нафтова промисловість Комі АРСР, Ненецького АО РРФСР),
- Саянський (кольорова металургія Хакаського АО РРФСР),
- Курська Магнітна Аномалія, КМА (залізорудна, металургійна промисловість Бєлгородської, Курської областей РРФСР),
- Павлодар-Екибастузький (вугільна промисловість Павлодарської області КазССР).